# Harlange
Harlange (Luxemburgs: Harel, Duits: Harlingen) is een dorp in de gemeente Lac de la Haute-Sûre en het kanton Wiltz in Luxemburg. Harlange telt 480 inwoners (2012).

## Geschiedenis
Op de Ferrariskaart uit de jaren 1770 staat het dorp weergegeven als Harling. Op het eind van het ancien régime werd Harlange een gemeente. In 1823 werden bij een grote gemeentelijke herindeling in Luxemburg veel kleine gemeenten samengevoegd en buurgemeente Tarchamps werd met het gehucht Watrange bij Harlange gevoegd.
In 1979 werd de gemeente Harlange samengevoegd met Mecher in de nieuwe gemeente Lac de la Haute-Sûre, genoemd naar het gelijknamig stuwmeer.
Bavigne · Harlange · Kaundorf · Liefrange · Mecher · Nothum · Tarchamps · Watrange

Luxemburgse gemeenten · Kanton Wiltz · Luxemburg